# Fred Beardsley
Frederick „Fred“ William Beardsley (* 1856 in Nottingham, England; † 1939) war ein englischer Fußballtorwart und gehörte dabei vor allem zu den Gründungsvätern des Vereins „Dial Square Football Club“, der heute als FC Arsenal bekannt ist.
Beardsley wurde in Nottingham geboren und arbeitete anfänglich in einer staatlichen Munitionsfabrik in Chilwell. In seiner Freizeit war er zudem als Torwart bei Nottingham Forest auf Amateurbasis aktiv. Dabei stand er 1884 auch im FA-Cup-Halbfinale gegen den FC Queen’s Park zwischen den Pfosten. Das Spiel, das in Merchiston Castle in Edinburgh wiederholt wurde, verlor Forest mit 0:3. Nachdem Beardsley von seinem Arbeitgeber aufgrund unentschuldigten Fehlens entlassen worden war, zog er nach London, um dort künftig in Woolwich für den Rüstungsfabriken Royal Arsenal tätig zu werden. Ihm schloss sich später noch Morris Bates an, der ebenfalls zuvor für Nottingham Forest gespielt hatte.
Da er rasch wieder dem Fußballspiel nachgehen wollte, beteiligte er sich an der Gründung einer Fußballmannschaft und spielte noch im Jahre 1884 für ein Team mit dem Namen „Woolwich Union“, das aber kurze Zeit später wieder aufgelöst wurde. Erst die Ankunft weiterer Fußballbegeisterter im Unternehmen, darunter David Danskin und Jack Humble, führte zu einem weitaus erfolgreicheren Gründungsvorgang. Unter der Führung von Danskin entstand eine Werksfußballmannschaft, die sich zunächst „Dial Square“ nannte und heute im modernen Fußball als „Arsenal Football Club“ bekannt ist.
Beardsley stand beim ersten Spiel des neuen Klubs am 11. Dezember 1886 gegen die „Eastern Wanderers“ im Tor. Obwohl er in dem Verein, der später in „Royal Arsenal“ umbenannt wurde, regelmäßig zum Einsatz kam, gastierte Beardsley zudem häufig für sein altes Team Nottingham Forest – vor allem in FA-Cup-Spielen. Nach einer dieser Reisen zu seinem alten Verein, zu der er häufig von Bates begleitet wurde, kam er mit einem Satz Trikots zurück und legte damit rot als Vereinsfarbe fest, die noch heute verwendet wird.
Bis zur Saison 1890/91 spielte Beardsley für Royal Arsenal und wurde dann durch Edmund Bee ersetzt. Er kam während seiner Karriere, als Arsenal noch nicht der Football League beigetreten war, in insgesamt 67 regionalen Liga- und Pokalspielen zum Einsatz. Außerdem agierte er in zwei FA-Cup-Spielen, worunter auch das erste Pokalspiel des Vereins gegen den FC Lyndhurst fiel. Im Jahre 1890 gewann er mit Royal Arsenal sowohl den Kent Senior Cup als auch die London Charity Shield.
Während seiner gesamten Laufbahn war Beardsley Amateurfußballer und arbeitete parallel in seinem Ingenieursberuf (er arbeitete dabei auch für Siemens, wo ihm jedoch auch dort aufgrund seiner häufigen Abwesenheitszeiten gekündigt wurde). Nachdem er bereits als Spieler gleichzeitig häufig in Funktionärsfunktionen tätig gewesen war, wurde er nach Beendigung seiner sportlichen Laufbahn zum Vizepräsidenten ernannt. In den nun folgenden zwei Jahrzehnten arbeitete er im Vorstand und dazu noch im Scoutingbereich. Sein Engagement für Arsenal endete im Jahr 1910, als der Klub in eine finanzielle Schieflage geriet und ein freiwilliges Liquidierungsverfahren einleitete. Dies nutzte ein Konsortium, das von Sir Henry Norris geleitet wurde, zum vollständigen Aufkauf des Vereins. Dem neu formierten Vorstand gehörte Beardsley dann nicht mehr an.
Als Arsenal im Jahre 1913 nach Highbury zog, schloss sich Beardsley dem Verein Charlton Athletic an, verließ diesen jedoch wieder, nachdem er sich mit der Spielweise der Mannschaft nicht identifizieren konnte (die er für zu defensiv befand). Er eröffnete schließlich in der Nile Street in Woolwich einen Tabakwarenladen. Im Alter von 82 Jahren starb Beardsley im Jahre 1939.